# Pražská brána (Tábor)
Pražská brána (též Nová brána) je zaniklá městská brána v Táboře v jižních Čechách. Vznikla v první polovině 15. století spolu s městským opevněním jakožto hlavní z městských bran, tedy opevněných vstupů do města. V 19. století potom došlo k její demolici, její poslední zbytky byly odstraněny v květnu 1884.

## Historie

### 15. století

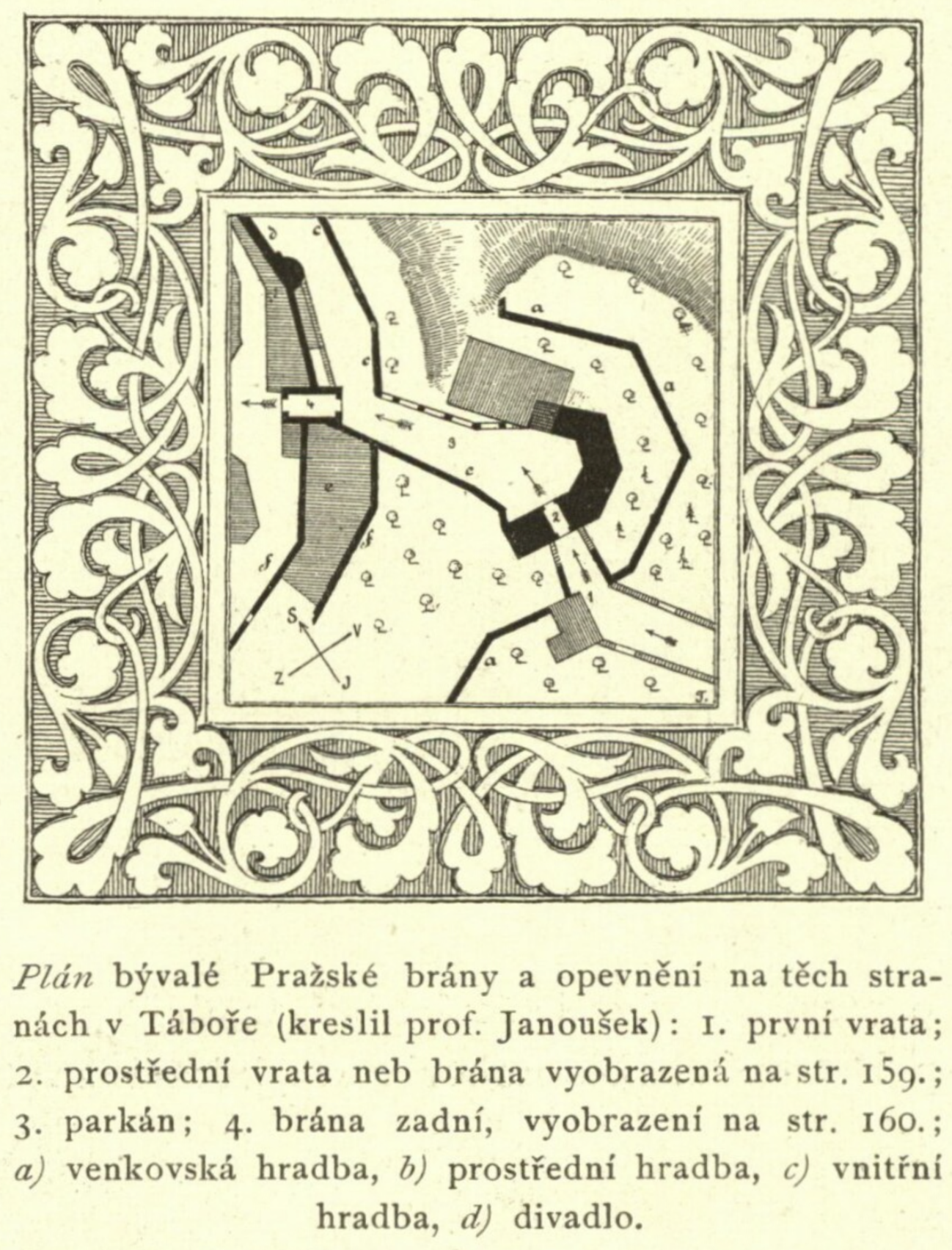
Nákres komplexu Pražské brány od historika J. Janouška (Hrady, zámky a tvrze království českého, Díl IV, 1885)

Tábor, město založené husitskými souvěrci roku 1420, bylo vybudováno na pahorkatině pod dříve stojícím hradem Kotnov. Z důvodu rozvíjejících se husitských válek začalo být spěšně opevňováno, aby bylo chráněno okolo tří tisíc nových obyvatel města, reprezentujících tzv. Táborský svaz. V rámci těchto prací vznikly, přibližně ve stejné době, také čtyři městské brány. Hlavní a největší byla potom brána situovaná ve východní části opevnění v místech terénně nejsnazšího přístupu do města, odkud vedla cesta směrem k Praze, hlavnímu městu Českého království, proto tedy dostala název Pražská. Nazývána byla taktéž Nová, poté, co byla původní brána hradeb kotnovského hradu s výstavbou města zrušena. 
Svou zatěžkávací zkouškou si brána následně prošla během husitských válek a zejména během obléhání Tábora roku 1438, kdy město po více než měsíc čelilo vojskům Albrechta Habsburského. Po svém plném dokončení byla Pražská brána složena z celkem tří vrat, dvou věží a prostoru parkánu. Existenci Nové brány, předsunuté věže vnějšího opevnění města, dokládá ve své zprávě o návštěvě Tábora roku 1451 italský církevní hodnostář Aeneas Sylvius, pozdější papež Pius II.

### Novověk
Někdy po roce 1559 byly obě věže Pražské brány přestavěny a získaly trojúhelníkové renesanční štíty. Roku 1567 vyzdobil reliéf brány umělec Jakub Cyrin výjevem s biblickými a mytologickými motivy. 

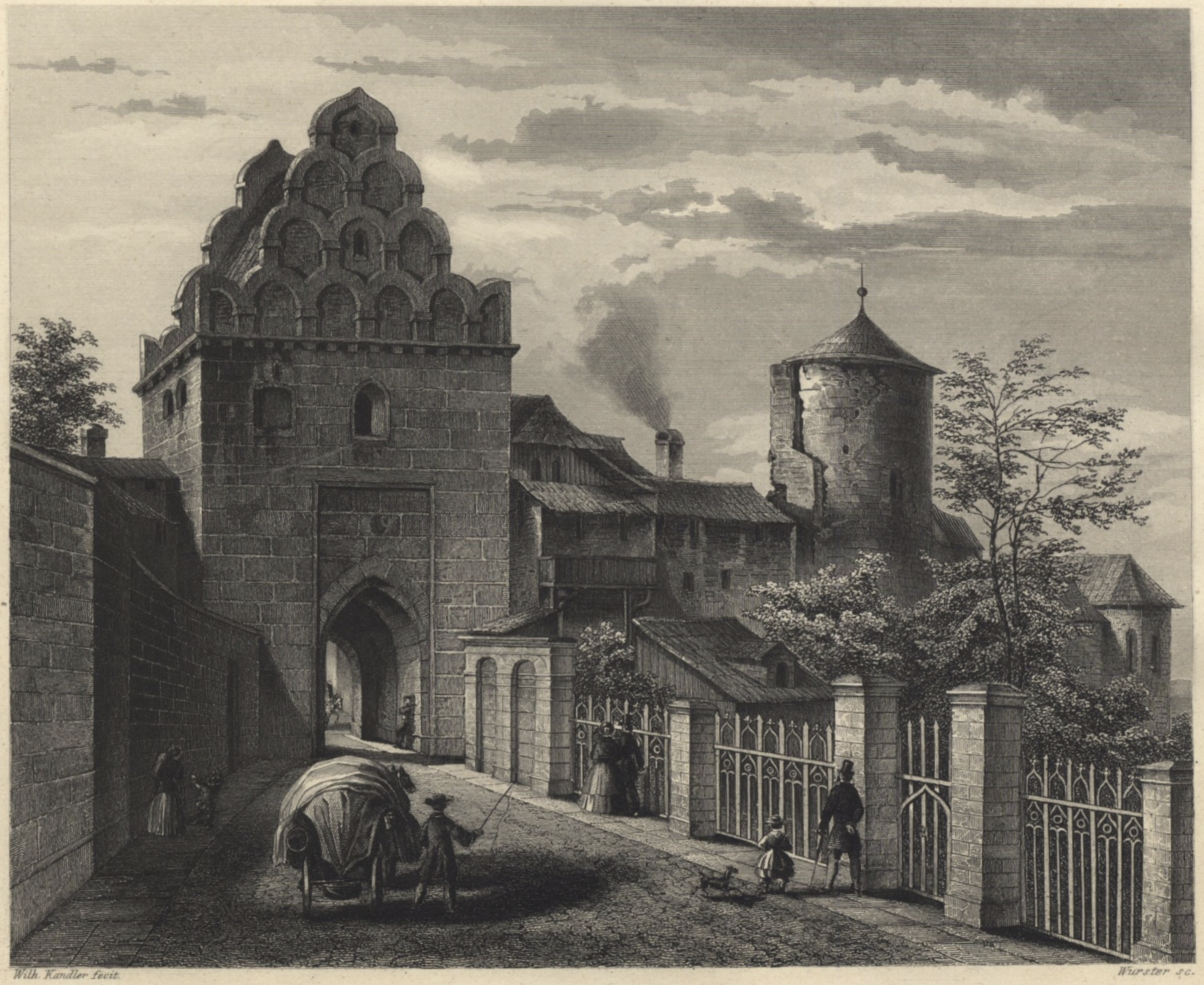
Vnější strana Pražské brány na obraze Viléma Kandlera (kniha Starožitnosti a Památky země České, 1865)

### Zánik
Už počátkem 19. století rozhodla městská rada o demolici některých struktur městských hradeb. Přední komplex Nové brány byl zbořen ve dvou etapách v letech 1809 a 1836, středový potom zanikl roku 1859. Při jižní straně horní věže vzniklo v přilehlé sýpce roku 1841 první stálé městské divadlo, kde mj. roku 1851 zahrála i Zöllnerova divadelní společnost pod uměleckým vedením J. K. Tyla. V 80. letech 19. století pak bylo rozhodnuto o zboření sýpky i vnitřní Pražské brány, aby se uvolnilo místo pro novou divadelní budovu. Věž s bránou byly zbořeny v květnu 1884, v letech 1886–1887 zde pak vyrostla nová divadelní budova podle návrhu pražského stavitele Františka Buldry. Jedinou městskou branou, která byla zachována, je Bechyňská brána. 

### Památka
Někdejší bránu připomíná pamětní deska na domě č. 355 v Palackého ulici. V dlažbě ulice je pak vyznačen půdorys brány, v suterénu divadla potom její kamenné pozůstatky.

## Galerie

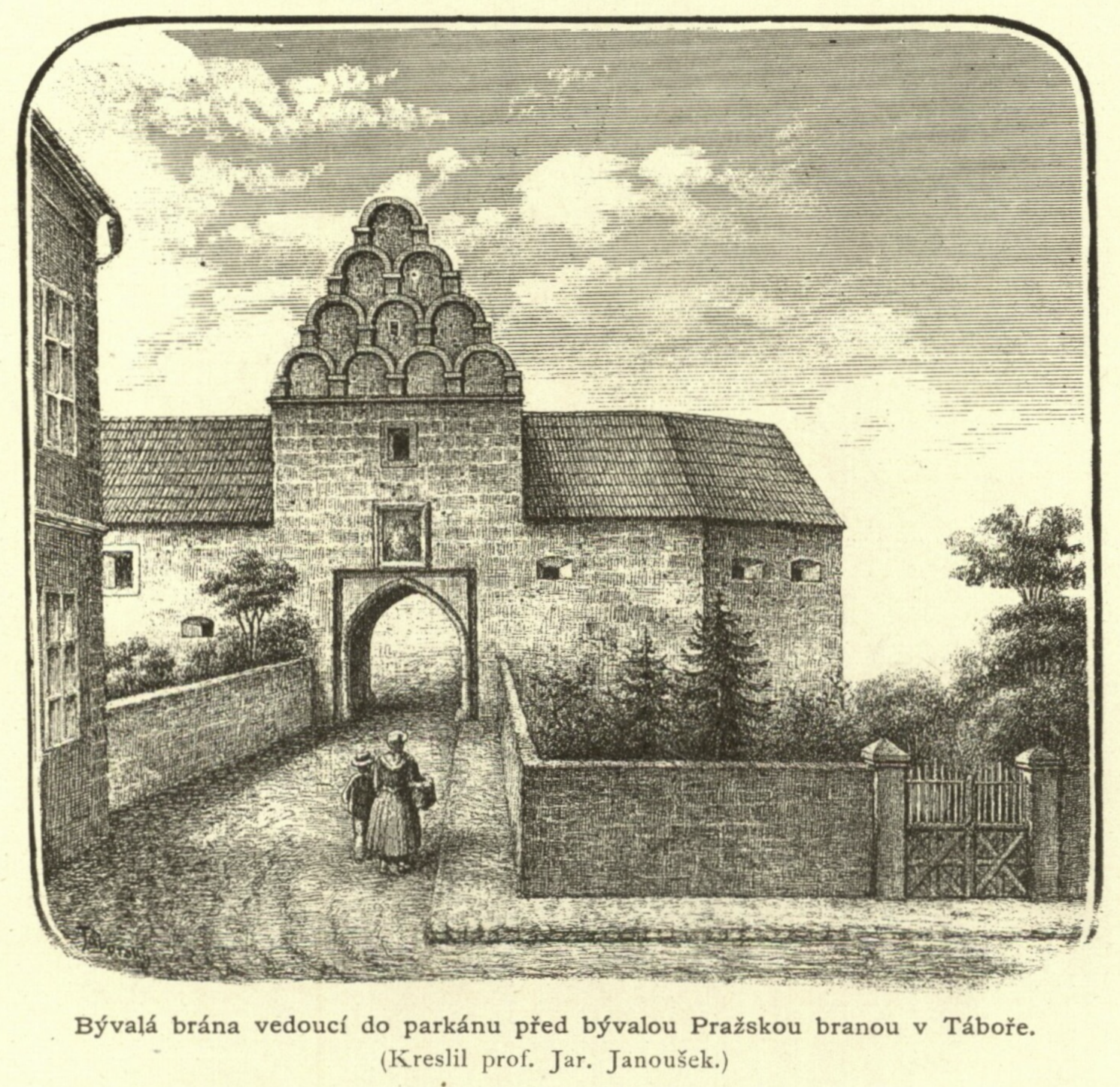
Rytina vnější brány (prof. J. Janoušek)
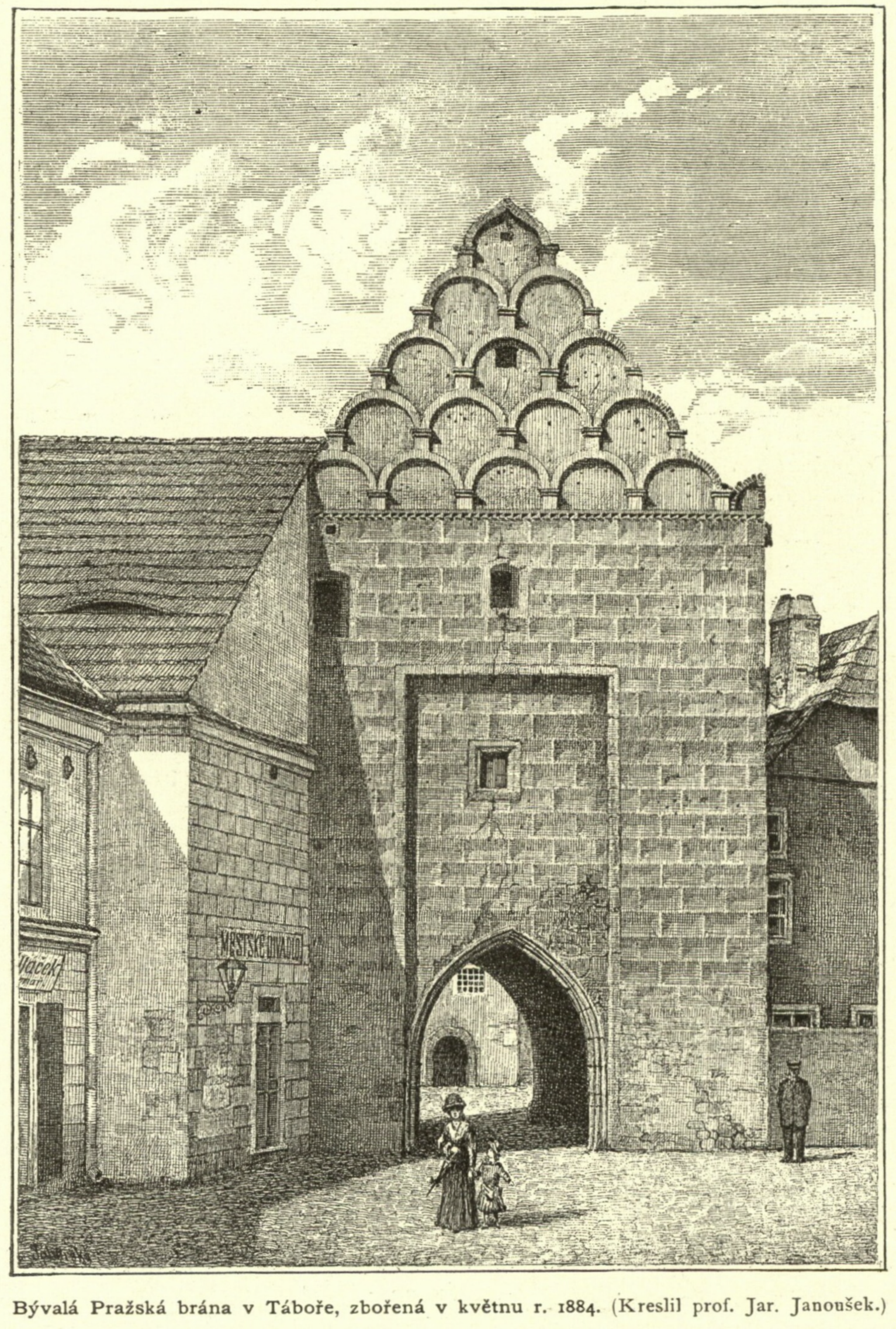
Rytina vnitřní brány (prof. J. Janoušek)
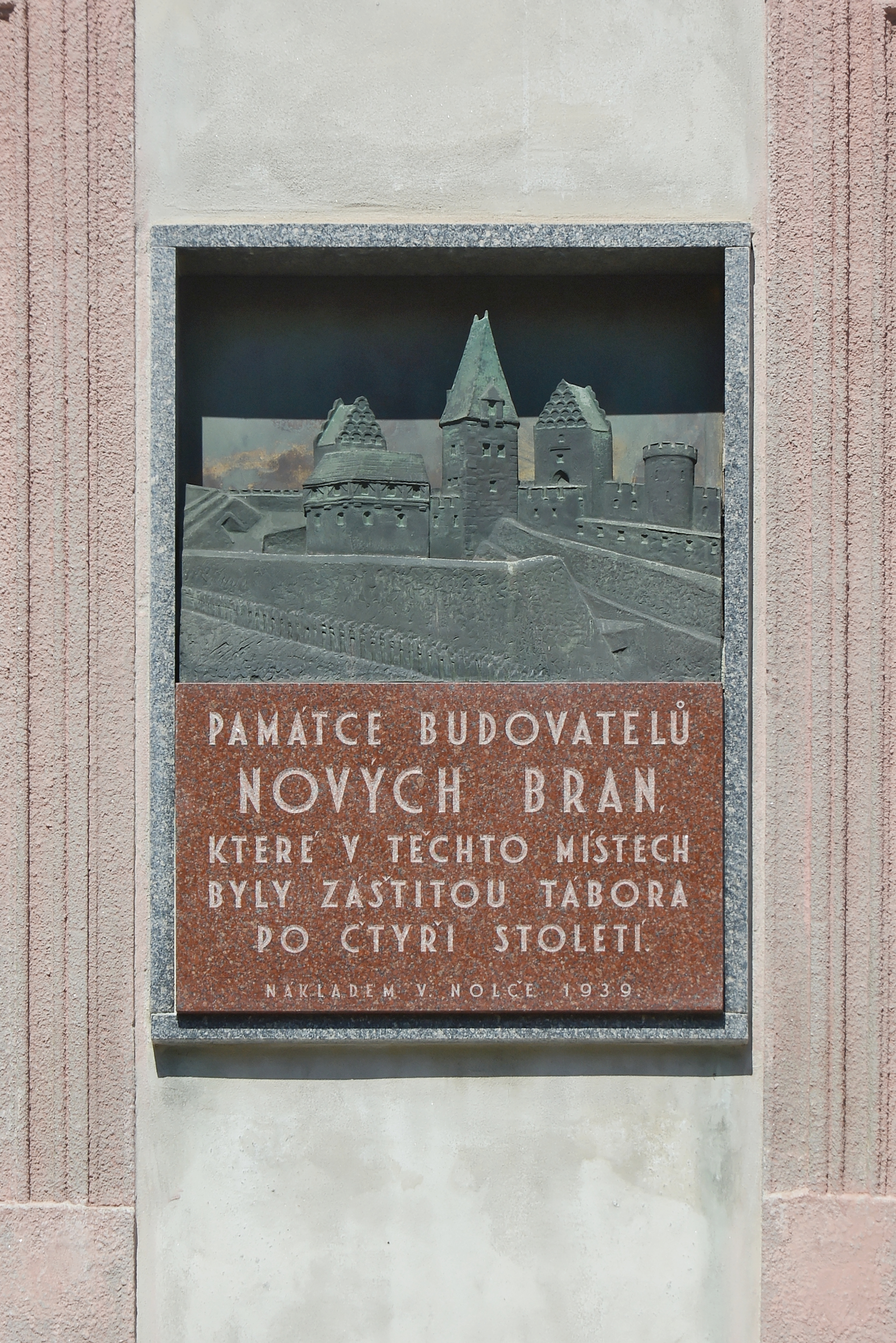
Pamětní deska komplexu Pražské brány na domě na adrese Palackého 355
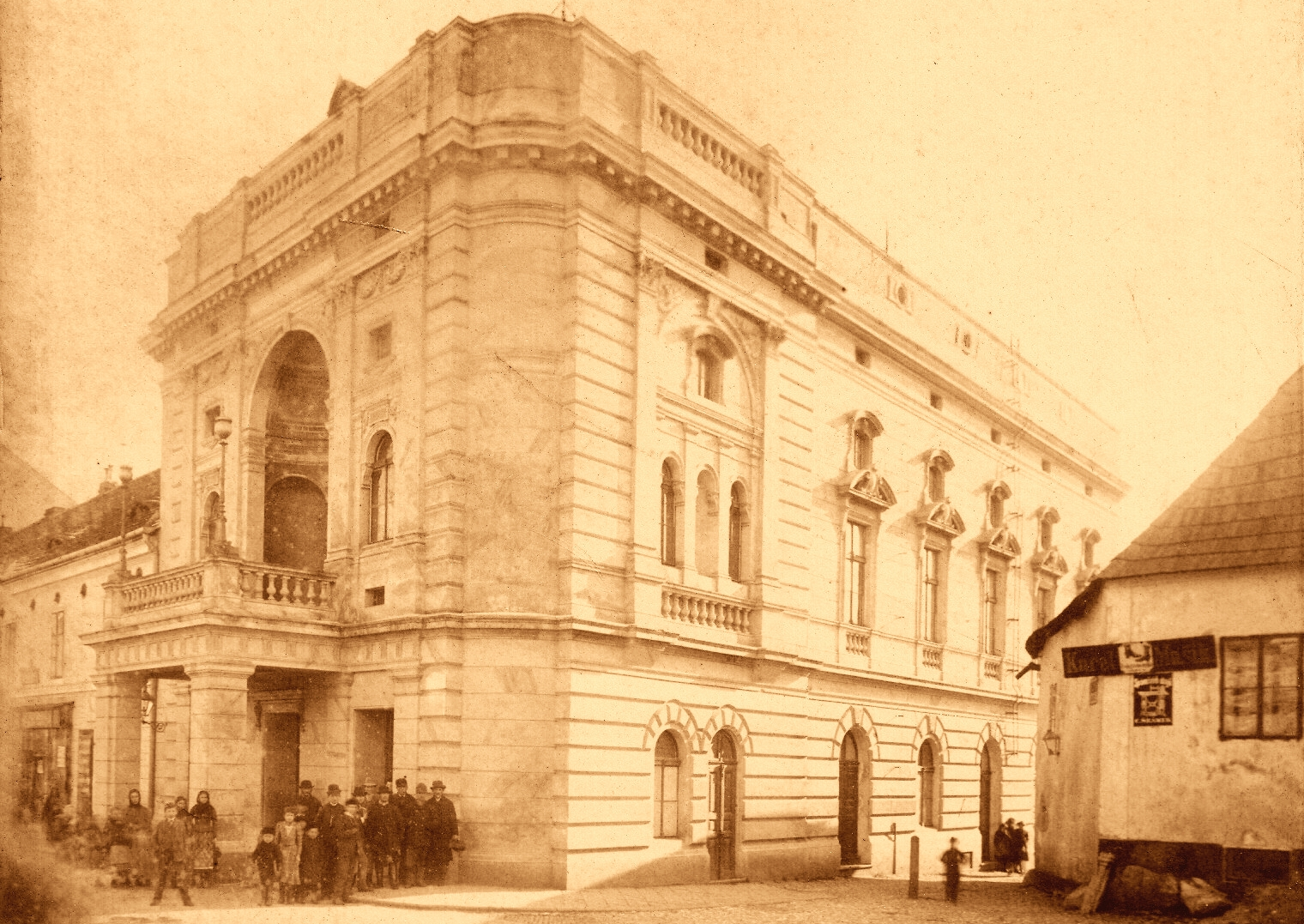
Nové divadlo v Táboře krátce po dokončení (okolo 1890)